# Saikai
Saikai (西海市, Saikai-shi) é uma cidade localizada na Prefeitura de Nagasaki, Japão.
A partir de Março de 2017, a cidade tinha cerca de 28 mil pessoas. A área total é 242 km2.
A cidade moderna foi estabelecida em 1 de Abril de 2005, a partir da fusão de cinco cidades na ponta norte da Península Nishisonogi, todas pertencentes ao Distrito de Nishisonogi (Nagasaki):
- A velha Saikai
- Ōseto
- Ōshima
- Sakito
- Seihi

A câmara municipal fica na antiga câmara municipal de Ōseto.
A economia destas cidades foi dominada pela pesca e caça à baleia no Período Edo, a mineração de carvão no Período Meiji. Actualmente a agricultura e produtos florestais são as actividades mais importantes. Existe também um estaleiro naval na ilha de Oshima, operada pela empresa Oshima Shipbuilding.